# Monilola Olayemi Ilupeju
Monilola Olayemi Ilupeju (geb. 1996 in New York) ist eine nigerianisch-US-amerikanische Multimedia-Künstlerin und Autorin. Sie lebt seit einigen Jahren in Berlin.

## Herkunft und Ausbildung
Monilola Olayemi Ilupeju kam 1996 in New York in einer nigerianischstämmigen Familie zur Welt. Sie absolvierte ein Kunststudium und ein Studium in Sozial- und Kulturanalyse an der New York University. Anschließend war sie Stipendiatin an der Skowhegan School of Painting and Sculpture in Madison (Maine).

## Karriere
In ihrer Malerei, ihren Texten, Performances und Installationen stellt sie eigene Erfahrungen in ein Verhältnis zu allgemeineren Betrachtungen kultureller Verzerrungen und Identität. Sie wirkte an kuratorischen und redaktionellen Projekten mit, unter anderem von SAVVY Contemporary und Archive Books. „Earnestly“ ist ihr schriftstellerisches Debüt.
Seit 2024 nimmt sie am zweijährigen Berlin Program for Artists (BPA) teil, das 2016 von Angela Bulloch, Simon Denny and Willem de Rooij gegründet wurde.

## Projekte (Auswahl)
Hands Full of Air ist eine immersive Installation von Monilola Olayemi Ilupeju aus dem Jahr 2020, gezeigt in der Galerie im Turm in Berlin. Inspiriert von der flüchtigen Architektur von Deckenhöhlen wurde sie aus veränderten Bettlaken und Textilien gebaut, die von über 30 Freund:innen und Künstler:innen aus aller Welt beigesteuert wurden, jedes Stück trägt Spuren von Intimität, Zärtlichkeit oder gelebter Nähe. Ilupeju integrierte eigene Gemälde, Videos und Objekte, um zu erforschen, wie Identitäten innerhalb von Systemen von Sexualität, Geschichte und Repräsentation geformt werden. Durch das Auflösen von Autorschaft und nationalen Grenzen entstand ein durchlässiger, gemeinschaftlicher Raum, in dem Fragilität in Resilienz verwandelt wird und Empathie zu einer Form des Widerstands gegen unterdrückende Strukturen wird.
Wayward Dust ist eine Performance von Monilola Olayemi Ilupeju aus dem Jahr 2020, präsentiert im Deutschen Technikmuseum in Berlin. In dieser Arbeit sammelte Ilupeju Staub, der sich über 17 Jahre hinweg in der stark kritisierten und problematischen Installation zum brandenburgisch-preußischen Sklavenhandel im Deutschen Technikmuseum angesammelt hatte. Der Staub, bestehend aus organischen Materialien wie Hautzellen und Fasern, steht für die physischen und immateriellen Partikel, die an der Konstruktion von Realität beteiligt sind. Mit diesem Rückstand thematisiert Ilupeju die koloniale Geschichte, die in Museumsausstellungen verankert ist, und die Notwendigkeit der Dekolonisierung kultureller Institutionen.

„Blue“, Gemälde von 2023

A Day in Ha(a)rlem ist ein Gemeinschaftsprojekt von Monilola Olayemi Ilupeju und Ahmet Öğüt, in Auftrag gegeben vom Frans Hals Museum in Haarlem, Niederlande. Die Künstler verbrachten einen Tag in Harlem, New York City, um die Nachbarschaft, ihre Bewohner:innen und bedeutende Orte zu skizzieren. Einige Werke wurden der lokalen Gemeinschaft geschenkt, andere gingen in die Sammlung des Museums ein. Das Projekt reflektiert Schwarze Identität, Emanzipation und Wiedergutmachung und zieht Verbindungen zwischen Harlem und Haarlem, um gemeinsame koloniale Geschichten und kontrastierende Vermächtnisse hervorzuheben.
In der Ausstellung „BloodLetter“ im PSM Berlin 2024 setzte sich Ilupeju mit den Themen Abstammung, Heimat und Erinnerung auseinander. Sie bestand aus neun Gemälden in Öl auf Leder sowie 4 Arbeiten auf Leinwand und Birkenrinde sowie einer begleitenden Textsammlung. Sie verarbeitete dafür Fotografien aus persönlichen und familiären Archiven sowie auf gefundene Bilder. „BloodLetter“ war die erste institutionelle Einzelausstellung der Künstlerin Monilola Olayemi Ilupeju. Im Zentrum steht auch das auf 20 Exemplare limitierte gleichnamige, handgebundene Künstlerinbuch in Leder.
The Wishing Well von Monilola Olayemi Ilupeju, präsentiert von PSM auf der Art Basel 2025, ist eine skulpturale Meditation über kulturelle Identität, Erinnerung und ökologische Symbolik. Im Zentrum steht ein Birkenbaum, neu gedacht als hohler, hybrider Körper aus nachhaltig geernteter Rinde, gefallenen deutschen Bäumen, Graphit, Pyrographie und persönlichen Relikten. Das Werk widersetzt sich festen Interpretationen, reflektiert über Narrative von Weißsein, Weiblichkeit und ökologischer Reinheit und bestätigt Ilupejus Position als eine der führenden Stimmen der aufstrebenden Künstler:innen auf dieser Basel..
Ilupeju sieht in ihrer Kunstpraxis den Raum, verschiedene psychische Hindernisse zu verarbeiten. Dieses Thema steht im Mittelpunkt ihres Beitrags zur Ausstellung „Genius Loci: The Ballet of the Nations: A Present-Day Morality“ des Kunstvereins Ludwigshafens 2025, wo ihre Objekte zwei Räume gestalteten. Nach eigenen Angaben litt sie in ihren frühen Zwanzigern an Dysmorphophobie, einer Angststörung, die mit übertriebener Kritik an vermeintlichen körperlichen Makeln einhergeht. In den Bildern, auf denen sie ihrem nackten Körper abbildete, seien ursprünglich ein Akt der Selbstüberwachung gewesen, hätten aber ermöglicht, über ihren Körper aus einer veränderten Perspektive und mit erhöhter Präsenz zu meditieren. Die Rückbesinnung auf die unmittelbare Körperlichkeit ermögliche es, sich mit der eigenen Intuition, den Mitmenschen und dem gegenwärtigen Augenblicks zu verbinden.

## Auszeichnungen
- 2025: Zonta-Preis, Ludwigshafen
- 2021: BBK Berlin Studio Grant des Berufsverband Bildender Künstler*innen Berlin für die Förderung künstlerischer Arbeit
- 2018: Skowhegan Fellowship Stipendium für ein Vollstudium an der Skowhegan School of Painting and Sculpture in Madison (Maine)
- 2017 und 2018: New York University Artistic Practice Award
- 2017: Dina Wind Grant for Artists Working in Video, Sculpture or Assemblage
- 2014: Bill Gates Millenium Sholarship

## Ausstellungen (Auswahl)

### Einzelausstellungen
- 2025 The Wishing Well, Art Basel Statements, Basel, Switzerland
- 2024: Monilola Olayemi Ilupeju: BloodLetter, Kestner Gesellschaft, Hannover
- 2024: BloodLetter, PSM, Berlin
- 2023: Saint V., Tarte Vienna, Wien
- 2023: Gymnasia, A plus A Gallery, Venedig
- 2020: Hands Full of Air, Galerie im Turm, Berlin
- 2020: Eve of Intuition, The Institute for Endotic Research (TIER), Berlin (2020).[1]

### Gruppenausstellungen
- 2025: The Ballet of the Nations: A Present-Day Marality Wilhelm-Hack-Museum Ludwigshafen im Rahmen des Ausstellungsprojekts Genius loci – Notes on Places des Kunstvereins Ludwigshafen
- 2025: Musafiri: Reisende und Gäste, Haus der Kulturen der Welt, Berlin
- 2024: Twilight is a Place of Promise, Esther Schipper, Berlin
- 2024: SOCIETY: OR INFINITE REHEARSALS, Savvy Contemporary, Berlin
- 2024: Politics of Love, Kunsthaus Hamburg, Hamburg
- 2022: non playable character, School for Curatorial Studies Venice & The Fairest, Venedig
- 2021: my whole body changed into something else, Stevenson Gallery, Johannesburg
- 2020: where will i be buried, Flux Factory, New York
- 2019: Queer Intimacy and States of Emotions, Human Resources, Los Angeles[1]
- 2019: Migrant Mothers, Cunsthaus-Tempus Projects, Tampa, FL
- 2018: From the Cradle to the Boat, C24 Gallery, New York City, USA
- 2018: Dia: B acon, Commons Gallery, New York, USA
- 2018: Do you begin where I end?, Two Person Exhibition, 80WSE Gallery, New York
- 2017: tuck me in, Commons Gallery, New York, USA
- 2017: Panning to Public, 80WSE Gallery, New York, USA
- 2017: Juxtapositions, Commons Gallery, New York, USA

## Veröffentlichungen (Auswahl)
- BloodLetter. Kestner Gesellschaft, Hannover 2004 (englisch).
- Miriam Bettin, Clara Bolin, Sonja Palade, Thomas Seelig (Hrsg.): Grow It Show It: A Look at Hair from Diane Arbus to TikTok. Distanz Verlag, Berlin 2024, Loc Journey (englisch).
- Rosa Aiello, Ellen Yeon kim, Erika Landström, Luzie Meyer, Mark Von Schlegell (Hrsg.): Sibyl’s Mouth: A Pure Fiction Publication. Sternberg Press, Berlin 2023, Eat Your Calf (englisch).
- Melanie Bühler (Hrsg.): The Art of Critique. Lenz Press & Frans Hals Museum, Haarlem, Niederlande 2022, A Day in Ha(a)rlem (englisch).
- Earnestly. Archive Books, Mailand 2022 (englisch).
- #Compulsiveteterosexuality. 2022 (englisch, fkw-journal.de).